# 12. avgust
12. avgust je 224. dan leta (225. v prestopnih letih) v gregorijanskem koledarju. Ostaja še 141 dni.

## Dogodki
- 1099 – Križarji so v bitki pri Askalonu premagali Saracene in ustanovili Jeruzalemsko kraljestvo.
- 1323 – Švedska in Novgorodska kneževina sta v Nöteborgu podpisala sporazum o razmejitvi.
- 1332 – Bitka v Dupplinškem močvirju; uporniki so potolkli vojsko škotskega kralja Davida II..
- 1676 – kKončala se je vojna kralja Filipa med angleškimi kolonisti in Indijanci.
- 1813 – Avstrija je napovedala vojno Napoleonu.
- 1851 – Isaac Singer je prejel patent za šivalni stroj-
- 1865 – Pri operaciji so prvič uporabili razkužilo.
- 1877 – Asaph Hall je odkril Marsovo luno Fobos.
- 1883 – V amsterdamskem živalskem vrtu je umrl še zadnji predstavnik zebri podobne vrste quagga.
- 1898:
  - Končala se je vojna med ZDA in Španijo.
  - ZDA so si priključile Havaje.
- 1908 – izdelan prvi Fordov Model T
- 1914:
  - Združeno kraljestvo (kar vključuje vsa tedanja ozemlja britanskega imperija) je napovedalo vojno Avstro-Ogrski.
  - Začela se je cerska bitka med Avstro-Ogrsko in kraljevino Srbijo.
- 1919 – Vojska Kraljevine SHS je zasedla Prekmurje.
- 1935 – Babe Ruth je odigral svojo zadnjo bejzbolsko tekmo.
- 1938 – Hitler je ukazal splošno mobilizacijo.
- 1944 – v Neaplju sta se srečala Tito in Winston Churchill in se dogovorila o jugoslovanski priključitvi Istre brez Trsta.
- 1945 – ZSSR je zasedla Severno Korejo, Sahalin in Kurilske otoke.
- 1949 – Organizacija združenih narodov je sprejela ženevsko konvencijo, ki je izenačila pravni položaj rednih in partizanskih vojsk.
- 1953 – Sovjetska zveza je preizkusila svojo prvo vodikovo bombo.
- 1960 – Izstrelili so Echo I, prvi komunikacijski satelit.
- 1961 – Začela se je gradnja Berlinskega zidu.
- 1981 – IBM je predstavil prvi osebni računalnik (PC).
- 1985 – V trčenju Boeinga 747 v japonsko goro Ogura je izgubilo življenje 520 ljudi.
- 1992 – Končala so se pogajanja med ZDA, Kanado in Mehiko o ustanovitvi prostotrgovinskega območja NAFTA.
- 2000 – V Barentsevem morju je potonila ruska jedrska podmornica K-141 Kursk.
- 2005 – Z dokončanjem predora Trojane je bila dokončno zgrajena avtocesta A1 Šentilj - Ljubljana - Koper.

## Rojstva
- 1503 – Kristijan III., danski kralj († 1559)
- 1591 – Ludovika de Marillac, francoska usmiljenka, redovna ustanoviteljica usmiljenk in svetnica († 1660)
- 1644 – Heinrich Ignaz Franz von Biber, češki skladatelj in violinist († 1704)
- 1696 – Maurice Greene, angleški skladatelj in organist († 1755)
- 1774 – Robert Southey, angleški pesnik († 1843)
- 1781 – Robert Mills, ameriški arhitekt († 1855)
- 1843 – Colmar von der Goltz, nemški feldmaršal († 1916)
- 1844 – Mohamed Ahmed ibn as Said Abd Alah - Al Mahdi, sudanski muslimanski voditelj († 1885)
- 1858 – Alessandro Lualdi, italijanski kardinal († 1927)
- 1859 – Katharine Lee Bates, ameriška pesnica († 1929)
- 1866 – Jacinto Benavente y Martinez, španski dramatik, nobelovec 1922 († 1954)
- 1881 – Cecil Blount DeMille, ameriški filmski režiser († 1959)
- 1887 – Erwin Schrödinger, avstrijski fizik, nobelovec 1933 († 1961)
- 1891 – Jaap Kunst, nizozemski etnomuzikolog († 1960)
- 1897 – Otto Struve, rusko-ameriški astronom († 1963)
- 1905 – Hans Urs von Balthasar, švicarski teolog in kardinal († 1988)
- 1910 – Heinrich Sutermeister, švicarski operni skladatelj († 1995)
- 1911 – Mario Moreno Reyes - Cantinflas, mehiški komik († 1993)
- 1919 – Eleanor Margaret Peachey Burbidge, angleška astronomka
- 1924 – Mohamed Zia-ul-Haq, pakistanski predsednik († 1988)
- 1930 – George Soros, ameriški poslovnež madžarskega rodu
- 1949 – Mark Knopfler, škotski kitarist, pevec
- 1952 – Hans-Ulrich Treichel, nemški germanist in pisatelj
- 1954 – Patrick Bruce Metheny, ameriški jazzovski kitarist
- 1967 – Emil Kostadinov, bolgarski nogometaš
- 1971 – Pete Sampras, ameriški tenisač grškega rodu
- 1973 – Todd Marchant, ameriški hokejist
- 1976 – Linde Lazer, finski kitarist
- 1977 – Iva Majoli, hrvaška tenisačica
- 1980 – Maggie Lawson, ameriška filmska, televizijska in gledališka igralka
- 1983 – Klaas-Jan Huntelaar, nizozemski nogometaš
- 1986 – Alessandra Amoroso, italijanska pop pevka
- 1993 – Imani Hakim, ameriška televizijska igralka

## Smrti
- 875 – Ludvik II., sveto rimski cesar (* 825)
- 1077 – Sigehard, oglejski patriarh
- 1183 – Margareta Navarska, princesa, sicilska kraljica, regentinja (* 1128)
- 1204 – Bertold IV. Andeški, vojvoda Meranije
- 1222 – Vladislav III., češki vojvoda
- 1274 – cesar Duzong, dinastija Južni Song (* 1240)
- 1295 – Karel Martel Anžujski, kralj Hrvaške, titularni ogrski kralj, sin Karla II. Neapeljskega (* 1271)
- 1283 – Blanka Navarska, bretonska vojvodinja (* 1226)
- 1319 – Rudolf I., vojvoda Zgornje Bavarske, pfalški grof (* 1274)
- 1335 – princ Morijoši, japonski šogun (* 1308)
- 1399 – Dmitrijus Algirdaitis, litvanski princ, ruski plemič (* 1327)
- 1424 – cesar Yongle, kitajski cesar dinastije Ming (* 1360)
- 1484 – Sikst IV., papež italijanskega rodu (* 1414)
- 1512 – Alessandro Achillini, italijanski filozof in zdravnik (* 1463)
- 1546 – Francisco de Vitoria, španski teolog, pravnik in politični filozof (* 1486)
- 1612 – Giovanni Gabrieli, italijanski skladatelj (* ok. 1554/1557)
- 1633 – Jacopo Peri, italijanski skladatelj (* 1561)
- 1638 – Johannes Althaus, nemški politični teoretik (* 1557)
- 1689 – Inocenc XI., papež italijanskega rodu (* 1611)
- 1827 – William Blake, angleški pesnik, slikar, grafik (* 1757)
- 1848 – George Stephenson, angleški inženir (* 1781)
- 1861 – Eliphalet Remington, ameriški izdelovalec orožja, izumitelj (* 1793)
- 1864 – Franc Šbül, madžarsko-slovenski pesnik (* 1825)
- 1873 – Janoš Kardoš, slovenski pisatelj, pesnik, prevajalec, politični vodnik na Madžarskem (* 1801)
- 1900 – James Edward Keeler, ameriški astronom, astrofizik (* 1857)
- 1900 – Wilhelm Steinitz, avstrijsko-ameriški šahist (* 1836)
- 1914 – John Philip Holland, irsko-ameriški inženir (* 1840)
- 1920 – Karl Hermann Struve, nemški astronom (* 1854)
- 1922 – Árt Ó Gríobhtha - Arthur Griffith, irski novinar, nacionalist (* 1871)
- 1928 – Leoš Janáček, češki skladatelj (* 1854)
- 1942 – Rudolf Hasse, nemški avtomobilski dirkač (* 1906)
- 1955 – Thomas Mann, nemški pisatelj, nobelovec 1929 (* 1875)
- 1955 – Miloslav Fleischmann, češki hokejist (* 1886)
- 1962 – Maks Fabiani, slovenski arhitekt (* 1865)
- 1964 – Ian Lancaster Fleming, angleški pisatelj, novinar (* 1908)
- 1973 – Walter Rudolf Hess, švicarski fiziolog, nobelovec 1949 (* 1881)
- 1979 – Ernst Boris Chain, rusko-britanski kemik, nobelovec 1945 (* 1906)
- 1981 – Aleš Bebler, slovenski diplomat, partizan (* 1907)
- 1982 – Salvador Sánchez Santiago, mehiški boksar (* 1959)
- 1982 – Henry Jaynes Fonda, ameriški filmski igralec (* 1905)
- 1985 – Manfred Winkelhock, nemški avtomobilski dirkač (* 1951)
- 1989 – William Bradford Shockley, ameriški fizik, nobelovec 1956 (* 1910)
- 1992 – John Milton Cage, ameriški skladatelj (* 1912)
- 1996 – Viktor Amazaspovič Ambarcumjan, armenski astronom, astrofizik (* 1908)
- 2007 – Ralph Asher Alpher, ameriški fizik in kozmolog (* 1921)
- 2010 – Guido de Marco, malteški politik (* 1931)

## Prazniki in obredi
- mednarodni dan mladih